# Anthony Poola
Mons. Anthony kardinál Poola (* 15. listopadu 1961, Poluru, stát Ándhrapradéš, Indie) je indický katolický kněz, biskup, od roku 2020 metropolitní arcibiskup hajdarábádský a kardinál.

## Stručný životopis
Pochází z etnika Telugu, jeho rodiče jsou z kasty dalitů. Po studiích ekonomie následoval kněžské povolání, roku 1987 získal doktorát z filosofie na St. Peter's Pontifical Seminary v Bengalúru, roku 1992 byl vysvěcen na kněze, v letech 2001-2003 studoval ve Spojených státech, v roce 2008 jej papež Benedikt XVI. jmenoval biskupem kurnoolským, roku 2020 se stal metropolitním arcibiskupem hajdarábádským

## Kardinálská kreace
V neděli 29. května 2022 papež František ohlásil, že v konzistoři dne 27. srpna 2022 jmenuje 21 nových kardinálů, mezi nimi i Monsignora Poolu. 